# McCance Glacier
McCance Glacier är en glaciär i Antarktis. Den ligger i Västantarktis. Argentina, Chile och Storbritannien gör anspråk på området. McCance Glacier ligger 680 meter över havet.
Terrängen runt McCance Glacier är varierad. Trakten är obefolkad. Det finns inga samhällen i närheten.